# Hobson (Alabama)
Hobson – jednostka osadnicza w Stanach Zjednoczonych, w stanie Alabama, w hrabstwie Washington.